# Langenrejo
Langenrejo is een bestuurslaag in het regentschap Purworejo van de provincie Midden-Java, Indonesië. Langenrejo telt 983 inwoners (volkstelling 2010).